# Humanistiska Föreningen vid Åbo Akademi r.f.
Humanistiska Föreningen vid Åbo Akademi r.f., kort HF, är en av de fyra fakultetsföreningarna vid Åbo Akademi i Åbo. Föreningen fungerar som takförening för 17 ämnesföreningar vid Fakulteten för humaniora, psykologi och teologi. 
HF består av de studeranden som studerar inom FHPT, styrelsen, förvaltningsrådet samt evenemangsutskottet. Föreningen har ett kansli i Arken. 

## Historia
Humanistiska Föreningen vid Åbo Akademi grundades 1927 för att utveckla samarbetet humanister emellan. Föreningen utvecklades till en stor fakultetsförening men måste läggas ner på 1970-talet då intresset började sina. Idén om en takförening för Humanistiska Fakulteten vid Åbo Akademi återupptogs 1999 då några studenter grundade Humanistgillet. År 2002 tog man tillbaka det ursprungliga namnet Humanistiska Föreningen.